# Louis VI Henri de Bourbon-Condé
Titre
Prince de Condé
13 mai 1818 – 27 août 1830
(12 ans, 3 mois et 14 jours)
Signature
Louis VI Henri de Bourbon-Condé, né à Paris le 13 avril 1756 et mort au château de Saint-Leu le 27 août 1830, est un aristocrate français. Fils de Louis V Joseph de Bourbon-Condé, huitième prince de Condé, et de Charlotte de Rohan-Soubise, fille de Charles de Rohan-Soubise, il est prince du sang. Il est le neuvième et le dernier prince de Condé à la mort de son père en 1818. Il sera également duc de Bourbon, duc d'Enghien et seigneur de Chantilly. Ayant connu la Révolution française puis la Restauration, il sera retrouvé mystérieusement pendu en sa propriété de Saint-Leu, nourrissant ainsi des soupçons quant à la responsabilité du roi Louis-Philippe Ier.

## Biographie
Fils unique de Louis V Joseph de Bourbon-Condé (1736-1818), prince de Condé, et de la princesse née Charlotte de Rohan (1737-1760), Louis Henri Joseph de Bourbon épousa en 1770, Bathilde d'Orléans (1750-1822), fille de Louis Philippe d'Orléans (1725-1785), duc d'Orléans (et donc arrière-petite-fille du Régent), et de Louise Henriette de Bourbon (1726-1759).
Âgé seulement de quinze ans au moment de cette union, le prince était jugé trop jeune pour consommer le mariage. Sa femme retourna donc dans un couvent sitôt la cérémonie terminée mais il l'enleva rapidement.
- Ils eurent un fils Louis Antoine de Bourbon-Condé (1772-1804), duc d'Enghien, que Napoléon Bonaparte fit enlever dans le Grand-Duché de Bade par sa police secrète, puis fusiller, à la suite d'un procès expéditif, dans les fossés du château de Vincennes le 21 mars 1804. La cause de cette exécution était la préparation d'un complot royaliste, que Louis Antoine de Bourbon-Condé préparait avec Dumouriez. Cet épisode est appelé l'affaire du duc d'Enghien.

En 1779, à l'occasion d'un bal masqué, une altercation eut lieu entre la duchesse de Bourbon et le comte d'Artois, frère du Roi. Pour venger l'insulte, le duc de Bourbon se battit en duel au bois de Boulogne avec son cousin. Deux ans plus tard, en 1781, il se sépara d’avec son épouse, coupable d'avoir persiflé les Condé dans une pièce de théâtre qu'elle avait montée.
Il eut ensuite deux filles naturelles avec une chanteuse de l’Opéra, Mlle Marguerite Catherine Michelot :
- Adélaïde Charlotte Louise (1780-1874) (sans postérité) dite Mademoiselle de Bourbon, qui épousa en premières noces en 1803 à Londres, Patrice-Gabriel de Bernard de Montessus (1761-1831), comte de Rully, lieutenant général, aide de camp de Monsieur, pair de France le 17 août 1815, premier gentilhomme de la chambre et aide de camp du duc de Bourbon - épouse en secondes noces en 1833 Guy-Eugène-Victor de Chaumont (1787-1851), comte de Quitry, chambellan de l’Empereur Napoléon Ier (veuf en 1832 de Stéphanie Tascher de La Pagerie - épousée en 1819 - elle-même divorcée de Prosper-Louis d'Arenberg) ;
- Louise Charlotte Aglaé (1782-1831).

En tant que Pair de France, il fut gouverneur de Franche-Comté.
La correspondance des princes de Condé avec le duc de Bourbon est conservée aux Archives nationales sous la cote 34AP.

### La Révolution

Portrait par Henri-Pierre Danloux en 1797. Musée Condé, Chantilly.

Dès le 17 juillet 1789, il émigra avec son père et son fils. Lors de la campagne de 1792, il partit aux Pays-Bas pour lever sa propre armée, avance sur Namur, mais doit se replier sans avoir combattu après la bataille de Jemmapes. Il combattit ensuite dans l'armée de son père. En 1795, il prépara l'expédition avortée du comte d'Artois en Vendée. En 1801, il alla s'installer à Londres avec son père.

### La Restauration
En 1814, il rentra en France ; durant les Cent-Jours, il chercha à organiser la résistance royaliste en Anjou avant de fuir en Espagne. Sous la Seconde Restauration, il fut nommé Grand maître de France.
Alors qu'il vivait en émigration à Londres, où il menait grand train, le duc quinquagénaire avait rencontré en 1810 dans une maison close de Piccadilly, Sophie Dawes, simple servante de 20 ans dont il fit sa maîtresse à qui il fit donner une éducation soignée.

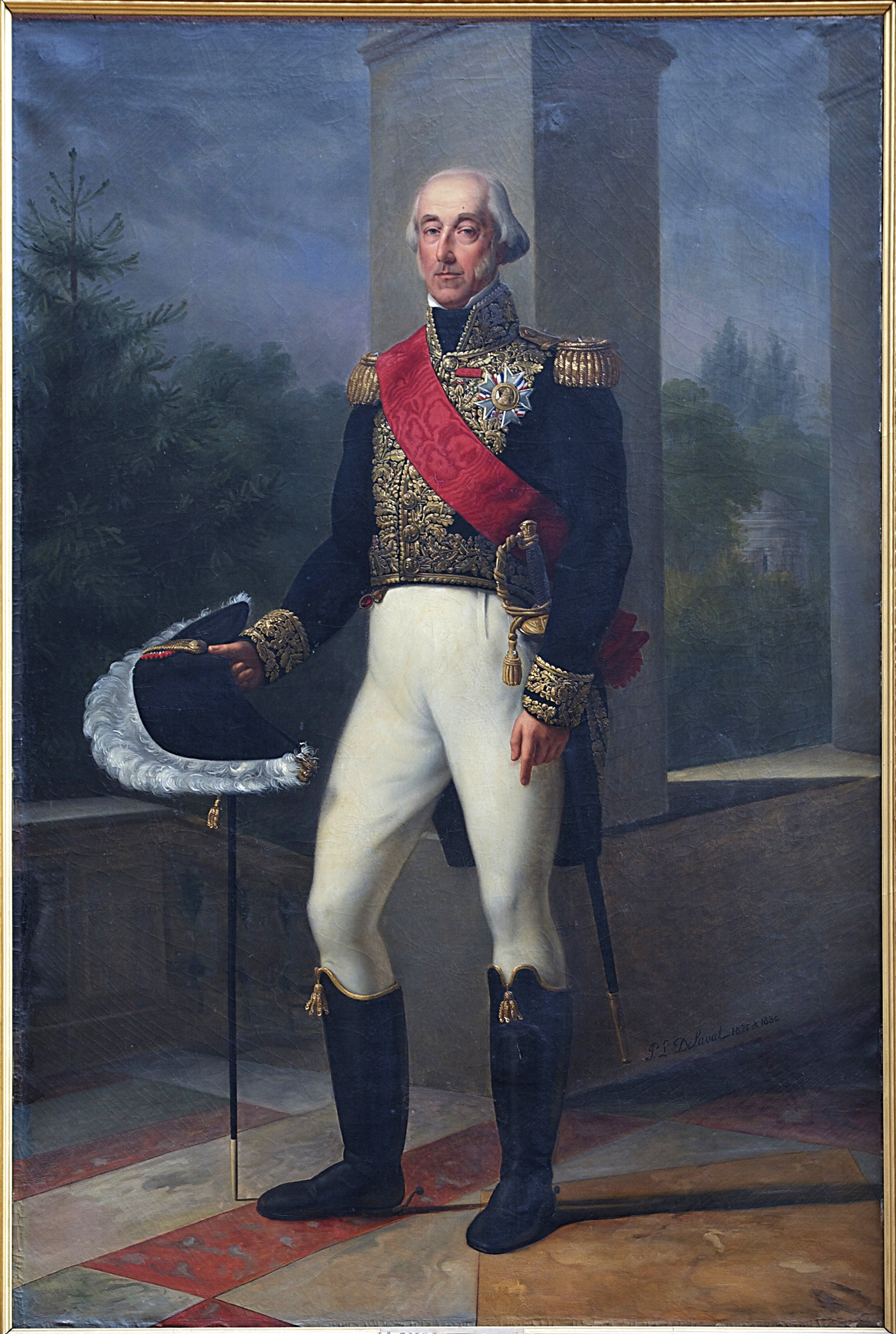
Portrait par Pierre-Louis Delaval. Musée Condé de Chantilly.

À la Restauration, elle le suivit en France et, après avoir envisagé de s'en séparer, le prince lui fit épouser le baron de Feuchères. En 1829, il signa un testament lui léguant 2 millions de francs ainsi que ses châteaux et propriétés de Saint-Leu, Taverny, Enghien, Montmorency, et Mortefontaine, un pavillon au Palais Bourbon, et le château d'Écouen à la condition d'en faire un orphelinat pour les enfants des soldats des armées de Condé et de Vendée, tandis que le reste de sa fortune colossale — dont le château de Chantilly et tous ses autres biens, représentant quelque 66 millions de francs — allait à son petit-neveu et filleul le duc d'Aumale, dernier fils de Louis-Philippe d'Orléans, futur roi des Français.

### Les circonstances de sa mort: l'énigme de Saint-Leu

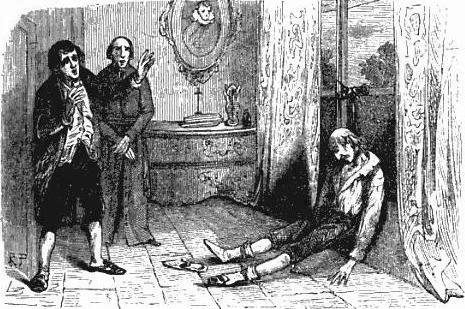
Découverte du corps du prince. Gravure extraite de lHistoire de Louis-Philippe Ier roi des Français, 1847.

Au matin du 27 août 1830, peu après l'avènement de la monarchie de Juillet, le prince de Condé fut retrouvé « pendu » par le cou par un double mouchoir noué par un nœud de tisserand... mais les pieds touchant le sol, à l'espagnolette de la fenêtre de sa chambre du château de Saint-Leu, qu'il avait acquis en 1816. Rien, dans la vie du prince, qui s'était couché normalement la veille, ne pouvait laisser penser à une tentative suicidaire. Aussitôt, les légitimistes firent circuler la rumeur de l'assassinat, et accusèrent Louis-Philippe et la reine Marie-Amélie d'en être les commanditaires pour permettre à leur dernier fils de capter l'immense héritage du prince. La thèse de l'assassinat affirmait sans preuve que le prince, bouleversé par les Trois Glorieuses et demeuré fidèle à la monarchie légitime, aurait décidé de révoquer son testament en faveur du jeune duc d'Aumale, de partir en exil et de léguer sa fortune au duc de Bordeaux. Averti de ces intentions, Louis-Philippe l'aurait fait étrangler par la baronne de Feuchères et le frère de celle-ci, qui auraient maquillé le crime en suicide. Face à ces accusations, les orléanistes ont cherché à démontrer que le prince s'était rallié au nouveau régime : il avait pris et fait prendre à ses gens la cocarde tricolore ; il avait envoyé 10 000 francs pour les blessés des Trois Glorieuses ; il aurait reconnu implicitement Louis-Philippe en le priant d'excuser son absence à la cérémonie d'intronisation du 9 août 1830.
Mais si ces faits sont certains, la sincérité de ce ralliement n'est pas établie ; il semble que le vieux prince était inquiet et qu'une partie de son entourage le poussait à émigrer par précaution. La reine Marie-Amélie était d'ailleurs venue à Saint-Leu le 20 août pour le rassurer. Le confesseur du prince, l'abbé Pellier de Lacroix, déclara publiquement que le prince de Condé était « innocent de sa mort », c'est-à-dire qu'il ne s'était pas suicidé. À la suite de la parution de deux libelles en septembre 1830, Jules-Armand-Louis de Rohan demande un supplément d'enquête au tribunal qui nomme le juge d'instruction de la Huproie. Après quatre mois d'enquête, ce juge partisan des Ultras et qui instruit à charge conclut à un crime maquillé en suicide et soupçonne la baronne de Feuchères avec la complicité d'un prétendu amant gendarme d'en être l'instigatrice. La baronne étant rentrée en grâce du nouveau couple royal par l'entremise de Talleyrand, le juge est mis à la retraite d'office le 4 juin 1831, en échange de la nomination de son gendre comme juge titulaire au tribunal de la Seine. Le 21 juin, la Cour royale de Paris qui a dessaisi le tribunal de Pontoise conclut à un suicide et qu'il n'y a donc pas lieu de poursuivre.
On tient aujourd'hui pour le plus probable que le prince avait recours à la strangulation comme stimulant sexuel. La baronne de Feuchères l'aurait tenu sous sa coupe par son habileté dans cette pratique particulière. Le prince aurait succombé à une séance plus poussée qu'à l'habitude, soit accident, soit assassinat. La baronne aurait ensuite monté, avec l'aide de son frère, la mise en scène du suicide. Les milieux légitimistes, via Le Figaro, firent circuler ce bon mot : « Mme de Feuchères est une petite baronne anglaise qui ressemble fort à une espagnolette ».

## Titulature et décorations

### Titulature et prédicats
- 13 avril 1756 - 2 août 1772 : Son Altesse Sérénissime Louis-Henri de Bourbon, duc d'Enghien, prince du sang de France ;
- 2 août 1772 - 13 mai 1818 : Son Altesse Sérénissime Louis-Henri de Bourbon, duc de Bourbon, prince du sang de France ;
- 13 mai 1818 - 21 septembre 1824 : Son Altesse Sérénissime Louis-Henri de Bourbon, duc de Bourbon, prince de Condé, prince du sang de France ;
- 21 septembre 1824 - 30 août 1830 : Son Altesse Royale Louis-Henri de Bourbon, duc de Bourbon, prince de Condé, prince du sang de France.

### Décorations françaises
| Ordre du Saint-Esprit | Chevalier de l'ordre du Saint-Esprit (1er janvier 1773) |

| Ordre national de la Légion d'honneur | Grand-croix de l’ordre royal de la Légion d'honneur (3 juillet 1816) |

| Ordre royal et militaire de Saint-Louis | Grand-croix de l’ordre royal et militaire de Saint-Louis (10 juillet 1816) |

### Décoration étrangère
Espagne
| Ordre de la Toison d'Or | Chevalier de l'ordre de la Toison d'Or (1789) |

## Ascendance